# Adam Wiercioch
Adam Andrzej Wiercioch, né le 1er novembre 1980, est un escrimeur polonais pratiquant l’épée. Il a remporté la médaille d’argent à l’épée avec l’équipe de Pologne lors des Jeux olympiques d’été de 2008.

## Palmarès
- Jeux olympiques :
  -  Médaille d’argent par équipe aux Jeux olympiques de 2008 à Pékin